# Georg Ludwig von Maurer
Georg Ludwig von Maurer, född 2 november 1790 i Erpolzheim vid Dürkheim, död 9 maj 1872 i München, var en tysk jurist och statsman. Han var far till Konrad von Maurer.
Maurer innehade först åtskilliga juridiska ämbeten i Bayern, men efter att ha publicerat prisskriften Geschichte des altgermanischen und namentlich altbayrischen öffentlich-mündlichen Gerichtsverfahrens (1824), kallades han 1826 kallades till professor i tysk och fransk rätt vid Münchens universitet. År 1831 blev han adlad och livstidsledamot av riksrådet. År 1832 utnämndes han av Ludvig I av Bayern till ledamot av regentskapet i Grekland under dennes sons, Otto I av Greklands, minderårighet och åstadkom på kort tid viktiga reformer, bland annat strafflagen av 1 maj 1834, kriminalprocess- och civilprocessordningar, samt genomförde även den  helleniska kyrkans frigörelse från patriarkatet i Konstantinopel. Särskilt genom denna sista åtgärd och genom sitt kraftiga uppträdande mot mainoterna blev han hårt kritiserad. Då han även kommit i missämja med regentskapets främste man, Joseph Ludwig von Armansperg, hemkallades han 1834 till Bayern. 
För att rättfärdiga sig skrev han ett större, värdefullt verk, Das griechische Volk in öffentlicher, kirchlicher und privatrechtlicher Beziehung vorund nach dem Freiheitskampfe (tre band, 1836), som dock delvis har karaktären av en mot Armansperg riktad stridsskrift. Tiden februari till november 1847 var Maurer under striderna om Lola Montez justitie- och utrikesminister i en av honom bildad ministär. Maurers förnämsta rättshistoriska skrifter, som tillhör tiden efter hans utträde ur ministären, utgörs av en serie i flera avseenden förtjänstfulla arbeten rörande de tyska samfälligheternas historia (tillsammans 12 band), utkomna under olika titlar: Einleitung zur Geschichte der Mark-, Hof-, Dorf- und Stadtverfassung (1854; andra upplagan 1896), Geschichte der Markenverfassung in Deutschland (1856), Geschichte der Fronhöfe (1862-63), Geschichte der Dorfverfassung (1865-66) och Geschichte der Städteverfassung (1869-71).